# Melvin R. Laird
Melvin Robert Laird, född 1 september 1922 i Omaha, Nebraska, död 16 november 2016 i Fort Myers, Florida, var en amerikansk republikansk politiker som tjänstgjorde som USA:s försvarsminister 1969–1973.

## Biografi
Modern kallade honom "Bambino", som förkortades till det senare smeknamnet "Bom". Han gick med i USA:s flotta och deltog i andra världskriget. Under åren 1953–1969 var Laird ledamot av representanthuset, där han företrädde delstaten Wisconsins sjunde distrikt. Från 1969 till 1973 tjänstgjorde han som landets försvarsminister under president Richard Nixon. Vapenvilan som innebar slutet på USA:s deltagande i Vietnamkriget undertecknades ett par dagar innan Laird lämnade sitt ämbete som försvarsminister. Han var nöjd med att ha fått USA:s trupper ut ur Vietnam, även om det sedan visade sig att Sydvietnam inte klarade sig utan stöd från amerikanska trupper. Det var Laird som myntade begreppet Vietnamization (dvs. "vietnamisering"), vilket syftade på strategin att överföra ansvaret för striderna till de sydvietnamesiska trupperna.